# Série de casos
Uma série de casos é um tipo de estudo observacional descritivo que relata as características de um grupo de pacientes com uma condição ou tratamento em comum. É frequentemente utilizada na pesquisa médica para descrever manifestações clínicas, evolução e prognóstico de doenças, especialmente raras ou emergentes. Embora não possua grupo controle, pode gerar hipóteses para investigações futuras mais robustas.

## Características
As séries de casos podem ser:
- Retrospectivas: baseadas na análise de prontuários ou registros médicos anteriores.
- Prospectivas: acompanhamento planejado de pacientes a partir de um ponto inicial definido.
- Consecutivas: incluem todos os casos elegíveis durante um período específico.
- Não consecutivas: selecionam casos de forma não sistemática, podendo introduzir viés de seleção.[2]

## Aplicações
Séries de casos são úteis para:
- Descrever novas doenças ou manifestações clínicas.
- Avaliar efeitos adversos raros de tratamentos.
- Gerar hipóteses para estudos analíticos futuros.
- Documentar experiências clínicas iniciais com novas intervenções.[1]

## Limitações
- Ausência de grupo controle, dificultando inferências causais.
- Suscetibilidade a vieses, como o de seleção e informação.
- Resultados não generalizáveis devido ao tamanho amostral pequeno e à falta de aleatorização.[1]

## Diferença entre série de casos e estudo de coorte
A principal distinção entre uma série de casos e um estudo de coorte é a presença de um grupo comparativo. Enquanto a série de casos descreve apenas os pacientes com a condição de interesse, o estudo de coorte compara grupos expostos e não expostos, permitindo estimar riscos relativos e absolutos.